# Kani
Kani es un departamento de la región de Worodougou, Costa de Marfil. En mayo de 2014 tenía una población censada de 73 889 habitantes.
Se encuentra ubicado en el centro-oeste del país, cerca del río Sassandra.